# 小西栄一
小西 榮一（こにし えいいち、1945年6月 - ）は、計算機工学研究者。弘前大学理工学部助教授。
早稲田大学理工学部応用物理学科卒業。同大大学院理工学研究科博士課程単位取得退学。
弘前大学助手をへて、同講師、同助教授となる。専門分野は、計算機による宇宙線物理学。

## 研究テーマ
- 計算機シミュレーション
- カスケード・シャワー
- LPM効果
- チェレンコフ光
- 並列処理計算
- ニュートリノ

## 主要論文
- 「Three Dimensional Cascade Shower in Lead Taking Account of the Landau-Pomeranchuk-Migdal Effect (Nouvo Cimento A, 1978年」
- 「ON the Characteristics of the Individual Cascade Shower with the LPM Effect in Extremely High Energies (Journal of Physics G, 1991年」
- 「A Comprehensive Examination of the Super-Kamiokande Discrimination of Muon Neutrinos from Electron Neutrinos, ??年」

## 著書
- 『数値計算の理論と実際』（弘前大学生活協同組合）
- 『線形代数とベクトル解析』（培風館）